# Marco Rogliano
Marco Rogliano (Roma, 1967) è un violinista italiano.

## Biografia
Marco Rogliano si laurea con lode al Conservatorio S. Cecilia di Roma sotto la guida di Antonio Salvatore, per poi perfezionarsi con Ruggiero Ricci, Riccardo Brengola e Salvatore Accardo. Nel 1989 il suo debutto internazionale come solista, eseguendo il Concerto di Sibelius con la Helsingborg Symphony Orchestra diretta da Ari Rasilainen.
I successi conseguiti in importanti concorsi violinistici e cameristici internazionali, come il V. Bucchi di Roma, l’ARD di Monaco, East and West Artists di New York, lo hanno portato  a esibirsi presso le più importanti platee del mondo, fra cui la Carnegie Hall di New York, la Grosser Saal della Philharmonie di Berlino, la Herkulessaal di Monaco, la Sala Ciajkovskij di Mosca, la Casals Hall di Tokyo, la Sala S. Cecilia di Roma, il Teatro S. Carlo di Napoli, il Politeama di Palermo collaborando con direttori e strumentisti del calibro di L. Shambadal, S. Accardo, T. Ceccherini, E. Dindo, A. Lonquich, A. Lucchesini, I. Turban.
Particolarmente impegnato nella valorizzazione del repertorio violinistico italiano del XIX, XX e XXI sec. la sua discografia contiene numerose Prime assolute di autori quali Paganini (di cui ha inciso i 24 capricci nel 2000 per la Tactus, secondo italiano dopo Accardo) Rolla, Bignami, Austri(da lui riscoperto), Giorgetti, Ferrara, Respighi, Zanella, Thuille, Sciarrino, Fedele, Guarnieri.
Già titolare nei Conservatori di Rovigo e Fermo è attualmente docente di Musica da Camera al Conservatorio "G. Nicolini" di Piacenza. Ha tenuto Masterclass in numerosi Conservatori italiani, all’Universita’ Mozarteum di Salisburgo e presso la Steinway Academy di Verona. 
La rivista Amadeus gli ha dedicato la copertina e il CD in duo con A. Dindo dedicato a Franz Liszt nel bicentenario della nascita.
Ha inciso per Naxos, Kairos, Dynamic, Stradivarius, Tactus ottenendo entusiastici consensi da parte della critica internazionale nonché un “Diapason d’Or”.

## Discografia
- Niccolò Paganini           24 Capricci e Caprice D'adieu (Tactus)
- Paganini and Italian Genius - Album per violino solo e due violini con Prime assolute di Paganini, De Vito, Austri, Bignami, Giorgetti, Ferrara-WFR (Dynamic)
- Antonio Vivaldi	        Quattro Stagioni - Ensemble Respighi - Cond. F. Ferri (Tactus)
- Salvatore Sciarrino	Allegoria della notte (1985) per Violino e Orch. (World First Recording) RAI National Symph. Orch. - Cond. T. Ceccherini (Kairos)
- Salvatore Sciarrino -  Le Stagioni artificiali (2007) per Violino e Ensemble (World First Recording) Algoritmo Ensemble - Cond. M. Angius (Stradivarius)
- Antonio Guarnieri	        Stagioni - AnnaMaria Morini, flauto Ensemble Respighi - Cond. F. Ferri (Tactus)
- Ottorino Respighi	        Opera Completa per Violino e Pianoforte, Maurizio Paciariello, piano (Tactus)
- Ludwig Thuille 	        Opera Completa per Violino e Pianoforte, Gianluca Luisi, piano  (Naxos)
- Franz Liszt                  L'Arte del Duo- Opere per violino e pianoforte, Andrea Dindo, piano (Rivista Amadeus giugno 2011)
- Salvatore Sciarrino	6 Capricci (Accord)
- Nadir Vassena 	        Triptych - Crucifixion - Ensemble Algoritmo - Cond. M. Angius (Altrisuoni)
- Ivan Fedele  	        Mixtim, Arcipelago Moebius, Immagini da Escher, ecc. - Ensemble Algoritmo - Cond. M. Angius (Stradivarius)
- Christian Sinding 	        2 Sonate per Violino e Piano e Suite in F op.14, Maurizio Paciariello, piano (ASV-classical)
- Giuseppe Tartini 	        Sonate a tre e Trillo del Diavolo (Tactus) Alessandra Talamo, 2° violino - Federico Ferri, violoncello - Daniele Proni, clavicembalo (Tactus)
- Ludwig van Beethoven	Konzert-Satz C major - Sassari Symphony Orch. - Cond. R. Tigani (Bongiovanni)
- Franz Berwald 	        Concerto per Violino - Sassari Symphony Orch. - Cond. R. Tigani (Bongiovanni)
- Amilcare Zanella	        Poemetto op.22, Sonata per Violino op.71 - Marco Alpi, piano (Tactus)
- Alessandro Rolla   	Sei Duo per Flauto e Violino - Daniele Ruggieri, flauto (Tactus)
- Alessandro Rolla   	Tre Duo Concertanti per Violino e Viola - Luca Sanzò, viola (Tactus)
- Salvatore Sciarrino	Per Mattia, Trio n.2, Omaggio a Burri, Spazio inverso - Alter Ego Ensemble (Stradivarius)